# منتنگرو د کامرس
منتنگرو د کامرس (به اسپانیایی: Montenegro de Cameros) یک دهستان در اسپانیا است که در سریا واقع شده‌است.

## خصوصیات
منتنگرو د کامرس ۵۵ کیلومترمربع مساحت و ۹۹ نفر جمعیت دارد.